# Boris Jeorjadis
Boris Jeorjadis – grecki bokser, zdobywca brązowego medalu na Igrzyskach Śródziemnomorskich 1997 w Bari w kategorii piórkowej, dwukrotny reprezentant Grecji na  mistrzostwach świata w roku 1999 i 2001, finalista turnieju Acropolis Cup z roku 1997 w kategorii piórkowej, wicemistrz Grecji w kategorii piórkowej z roku 2003.

## Kariera
W maju 1997 uczestniczył w turnieju Acropolis Cup 1997, dochodząc do 1/8 finału w kategorii piórkowej.
W lipcu 1997 zdobył brązowy medal w kategorii piórkowej na Igrzyskach Śródziemnomorskich 1997, które rozgrywane były we włoskim mieście Bari. We wrześniu tego samego roku był uczestnikiem turnieju Tammer w Tampere, kończąc rywalizację na 1/8 finału. We wrześniu 1998 został finalistą turnieju Acropolis Cup, na którym rywalizował w kategorii piórkowej.
W sierpniu 1999 reprezentował Grecję na Mistrzostwach Świata 1999 w Houston. W swojej pierwszej walce zmierzył się z Falkiem Huste, z którym przegrał wyraźnie na punkty (0:7), odpadając z rywalizacji w 1/16 finału. W 2001 rywalizował na Mistrzostwach Świata 2001 w Belfaście, przegrywając w 1/8 finału z Polakiem Krzysztofem Szotem. W grudniu 2003 został wicemistrzem Grecji w kategorii piórkowej. W finale przegrał z Odiseasem Saridisem.
W 2005 dotarł do półfinału turnieju Beogradski Pobednik w Belgradzie. W półfinale pokonał go na punkty (1:4) Rosjanin Siemion Griwaczow.